# Gregory Joseph Anderson
Gregory Joseph Anderson (1944) es un botánico, y etnobotánico estadounidense, que trabaja académicamente en el Departamento de Ecología y Biología Evolutiva, Universidad de Connecticut.

## Algunas publicaciones
- Anderson, G.J. 2002. The nearly invisible voice of organismal biology in public policy. BioScience 52(1): 75-80
- Bernardello, Gabriel, Gregory J. Anderson, Tod Stuessy, Daniel Crawford. 2002. A survey of floral traits, breeding systems, floral visitors, and pollination systems of the angiosperms of the Juan Fernández Islands (Chile). Botanical Review 67: 255-308
- Anderson, G. J., Steven D. Johnson, Paul R. Neal, Gabriel Bernardello. 2002. Reproductive Biology and Plant Systematics: the Growth of a Symbiotic Association. Taxon (Invited Review). 51(4): 637--653
- Prohens, J., G. J. Anderson, A. Rodriguez-Burruezo, F. Nuez. 2003. Exploiting Wild Species for the Genetic Improvement of the Pepino (Solanum muricatum). J. of Applied Botany 77: 21-27
- Connolly, Bryan A., Gregory J. Anderson. 2003. Functional Significance of the Androecium in Staminate and Hermaphroditic Flowers of Solanum carolinense (Solanaceae). Plant Systematics and Evolution 240: 235-243
- Bernardello, Gabriel, Ramiro Aguilar, Gregory J. Anderson. 2004. The reproductive biology of Sophora fernandeziana (Leguminosae), a vulnerable endemic species from Isla Robinson Crusoe. Am. J. of Botany 91(2): 198-206
- Neal, Paul R., Gregory J. Anderson. 2004. Does the ‘Old Bag’ make a Good ‘Wind Bag’?: Comparison of Four Fabrics Commonly Used as Exclusion Bags in Studies of Pollination and Reproductive Biology. Annals of Botany 93: 603 - 607
- Coe, Felix, G. J. Anderson. 2005. Snakebite ethnopharmacopoeia of eastern Nicaragua. J. of Ethnopharmacology 96 (1-2): 303-323
- Neal, P.R., G. J. Anderson. 2005. Are ‘Mating Systems’ ‘Breeding Systems’ of Inconsistent and Confusing Terminology in Plant Reproductive Biology?: Or Is It the Other Way Around. Plant Systematics and Evolution. 250(3/4): 173-185
- Gavin, M.C., G. J. Anderson. 2005. Testing a Rapid Quantitative Ethnobiological Technique: First Steps Toward Developing A Critical Conservation Tool. Economic Botany 59(2): 112-121
- Prohens, J., G. J. Anderson, J. M. Blanca, J. Canizares, E. Zuriaga, F. Nuez. 2005. In Review. The Implications of AFLP Data for the Systematics of the Wild Species of Solanum section Basarthrum. Systematic Botany 31(1):208-216
- Christopher T. Martine, Dan Vanderpool, Gregory J. Anderson, Donald H. Les. 2006. Phylogenetic Relationships of Andromonoecious and Dioecious Australian Species of Solanum subgenus Leptostemonum section Melongena: Inferences from ITS Sequence Data. Systematic Botany 31(2):410-420
- Anderson, G.J. J. Prohens F. Nuez, C. Martine. 2006. Solanum catilliflorum and S. perlongistylum, New Endemic Peruvian Species of Solanum, Section Basarthrum, are Close Relatives of the Domesticated Pepino, S. muricatum. Novon. 16(2): 161-167
- Anderson G.J., Bernardello G., Opel M., Santos Guerra A., Anderson M. 2006. Reproductive biology of the dioecious Canary Islands endemic Withania aristata (Solanaceae). Am. J. of Botany 93(9):1295-1305
- Chiarini F., G. Bernardello, G. J. Anderson G, A. Santos Guerra. 2006. Chromosomal Differentiation of Solanum vespertilio and S. lidii (Solanaceae), Rare, Endemic Species of the Canary Islands (Spain). Caryologia 59(3): 277-283
- Bernardello G., G.J. Anderson, T.F. Stuessy, D.J. Crawford. 2006. The angiosperm flora of the Archipelago Juan Fernández (Chile): Origin and dispersal. Canadian J. of Botany 84: 1266 - 1281
- Anderson, G.J., G. Bernardello, L. Bohs, T. Weese, A. Santos Guerra. 2006. Phylogeny and Biogeography of the Canarian Solanum vespertilio and S. lidii (Solanaceae). Anales del Jardín Botánico de Madrid 63: 159 - 167
- Gavin, Michael C., G. Anderson. 2007. Socioeconomic predictors of forest use values in the Peruvian Amazon: a potential tool for biodiversity conservation. Ecological Economics 60 (4): 752-762
- Blanca, J.M., Jaime Prohens, G. J. Anderson, E. Zuriaga, J. Cañizares, F. Nuez. 2007. AFLP and DNA Sequence Variation in an Andean Domesticate, the Pepino (Solanum muricatum) (Solanaceae): Implications for the Evolution and Domestication Process. American Journal of Botany: 94(7): 1219 - 1229
- Prohens J., G.J. Anderson, J. Herraiz, G. Bernardello, A. Santos Guerra, D. Crawford, F. Nuez. 2007. Genetic diversity and conservation of two endangered eggplant relatives (Solanum vespertilio Aiton and S. lidii Sunding) endemic to the Canary Islands. Genetic Resources and Crop Evolution 54:451- 464
- Anderson, Gregory J., Myles Boylan. 2008. A View from the CGS/NSF Dean in Residence Program: Good Opportunities for Graduate Deans in Bad Times. Council of Graduate Schools Communicator ; Dec. 2008, pp/ 3, 6-7
- Martine, Christopher, G.J. Anderson, D.H. Les. 2009. Gender-bending aubergines: molecular phylogenetics of cryptically dioecious Solanum in Australia. Australian Systematic Botany 22(2):107-120
- Anderson, Gregory J., Carol Stoel. 2009. Globalizing Graduate Education and Research: Report on NSF/CGS Workshop. Council of Graduate Schools Communicator June 42(5): 1-3
- Crawford, D.J., T.K. Lowrey, G.J. Anderson, G. Bernardello, A. Santos-Guerra, T. F. Stuessy. 2009. Genetic Diversity in the Colonizing Ancestors of Asteraceae Endemic to Oceanic Islands: Baker's Law and Polyploidy. In: Systematics, Evolution, and Biogeography of Compositae. V.A. Funk, A. Susanna, T. Stuessy & R. Bayer, eds. IAPT: Viena

A marzo de 2011 tiene 14 registros de sus identificaciones y nombramientos de nuevas especies, especialmente de Solanaceae.